# Албанська низовина
Алба́нська низовина́ — ряд мульдоподібних западин і антиклінальних пасом заввишки 200—500 метрів, що протягуються паралельно до западин в північно-західному напрямі. На Балканському півострові. Пасма сильно еродовані ярами, нерідко до стану бедленду.
Характерною особливістю низовини є високе стояння ґрунтових вод і широкі розливи, що взимку і весною спускаються сюди з гір. Це визначає їх велику заболоченість. Здійснюється осушення низовини.
На заході низовина обмежена Адріатичним морем, на сході Динарськими Альпами. Є одним з чотирьох основних географічних регіонів Албанії.

## Річки
- Війоса
- Шкумбіні
- Семані
- Дрин

| Земля | Це незавершена стаття з географії. Ви можете допомогти проєкту, виправивши або дописавши її. |